# Chicapa
Chicapa (portugisiska) eller Tshikapa (franska) är en flod i nordöstra Angola och sydvästra Kongo-Kinshasa. Floden rinner upp i Angola och mynnar i Kasaï i staden Tshikapa. En del av floden ingår i gränsen mellan länderna.